# Іван Богун (дума)
Ду́ма «Іва́н Богу́н» записана в 1928 р. від садівника І. Чаловського в колгоспі ім. В. І. Леніна, с. Рясне, Краснопольського району, Сумської області. І Чаловський вперше почув думу в наприкінці XIX ст. у своєму рідному Немірівському райні у Вінницькій області.
Дума «Іван Богун» тривалий час була відома тільки по уривках які записав П. Куліш в 1853 р. від кобзаря А. Шута в Сосницькому пов. Чернігівськоій губ.

## Сюжет
Дума змальовує оборону Іваном Богуном м. Вінниці в лютому — березні 1651 р.; разом з селянськими повстанськими загонами і військовими частинами полтавського полковника Мартина Пушкаря та уманського полковника Осипа Глуха, надісланими на допомогу Хмельницьким, Богун змусив польські війська в паніці тікати.
Іван Богун вільницький — Іван Богун, народний герой, один із видатних військових керівників визвольної війни 1648—1654 рр., полковник брацлавський і вінницький, людина видатних військових здібностей і великої відваги. Богун відзначався винятковою вмілістю і винахідливістю, завдяки чому добивався перемоги меншими силами над переважаючими силами ворога. Богун брав участь у всіх видатних військових операціях визвольної війни 1648—1654 рр.; особливо вславився він обороною Вінниці, в битвах під Берестечком, під Монастирищем, в поході в Молдавію (1653 р.). Під час підготовки і проведення Переяславської ради Богун охороняв кордони України; після смерті Хмельницького він очолив повстання проти зрадника Виговського. 17 лютого 1664 р. військове командування Польщі заарештувало, а через кілька днів розстріляло Богуна за те, що він зв'язався з російським і лівобережним козацьким українським командуванням і готував розгром армії короля Яна Казіміра.
Український народ глибоко шанує пам'ять Івана Богуна. В 1918 р. один з найкращих полків дивізії, якою командував герой громадянської війни М. О. Щорс, було названо на честь Івана Богуна — Богунським.
У Вінниці на границі — м. Вінниця весною 1651 р. була кордоном з польськими військами.
Під обителем-монастирем кальницьким — тут монастир вінницький, який Богун перетворив у фортецю.

## Історія записів
Майже століття був відомий лише уривок думи, записаний на початку 50-х років XIX ст. від кобзаря Андрія Шута (вперше надруковано в збірці «Народные южнорусские песни», стор. 407—408). Повний текст думи Чаловський чув наприкінці XIX — на початку XX ст. в Немирівському районі, Вінницької обл., звідки він родом.

## Виконавці
- Кобзарі

Андрій Шут